# Ломаки (Лубенский район)
Ломаки (укр. Ломаки) — село, Лубенская городская община, Лубенский район, Полтавская область, Украина.
Код КОАТУУ — 5322887905. Население по переписи 2001 года составляло 233 человека.

## Географическое положение
Село Ломаки находится на левом берегу реки Сула, ниже по течению примыкает село Хорошки, на противоположном берегу — село Хитцы. Река в этом месте извилистая, образует лиманы, старицы и заболоченные озёра.